# Мейланд, Вильям Леонидович
Ви́льям Леони́дович Ме́йланд (род. 17 сентября 1944 г., Москва) — российский художественный критик, искусствовед и поэт.

## Биография
В 1970—1980-е годы был одним из ведущих советских «неофициальных» художественных критиков, в 1990-е годы занимал видное место в российской арт-критике. В 1996—1998 гг. был куратором художественных ярмарок «Арт Манеж» (вместе с Ксенией Богемской). По утверждению арт-обозревателя «Новой газеты» С. Сафонова, уволен после проведения Авдеем Тер-Оганьяном вызвавшего большой общественный резонанс перформанса «Юный безбожник»; после его ухода эти ярмарки, как утверждает С. Заграевский, перестали существовать как единое художественное пространство и превратились в обычные бессистемные художественные салоны — сам Мейланд, впрочем, сетовал на то, что и в период его кураторской работы профессиональное сообщество расценивало «Арт Манеж» таким образом.
Способствовал открытию публикой таких заметных российских художников, как Наталья Нестерова, Татьяна Назаренко, Натта Конышева, Дмитрий Каминкер, Ирина Старженецкая, Соломон Россин, Владимир Брайнин, Гурам Доленджашвили, Андрей Волков и мн. др.
Сотрудничает с журналами «Наше Наследие» и «Собрание», печатался в «Арт-газете».
Автор 7 поэтических сборников. Первый стихотворный сборник издал в 1994 г. 
Член Союза художников и Ассоциации искусствоведов (АИС).
Совместно со Светланой Кавецкой создал серию документальных короткометражных фильмов о российских художниках (программа «Арт бизнес ТВ» на Первом канале). В настоящее время живет в России.

## Книги

### Критика
- Георгий Церетели. Серия Новые имена М. Советский художник 1979 г. 72 с.
- Александр Григорян. Живопись. Альбом. М.: Советский художник, 1982 г. 104 с.
- Николай Штамм. Скульптура. Живопись. Графика. М Советский художник 1984 г. 136 с.
- Евгений Вахтангов: живопись, театрально-декорационное искусство. М. Советский Художник, 1989. 32 с.

### Стихи
- Стихотворения, 1962—1994 (1), М. 1994. 168 с.
- Книга странствий, М. Де Ново, 2004. 144 с.
- Стихи, М. Де Ново, 2004. 116 с.

## Избранные статьи
- Призраки стиля. Что за ними? - Творчество, 1977, №3;
- Метафоры пространства и времени (об А. Бурганове). - Декоративное искусство СССР, 1981, №1;
- Цена критики. - Декоративное искусство СССР, 1985, №9;
- Живопись для всех. - В сб.: Советская живопись, Москва, выпуск 8, 1986;
- Бери кисть, спасай Россию (под псевдонимом «Леонид Сарин»). - Стража и мир, №4, 1987;
- Zur 17 Kunstausstellung juanger Moskaner Maler (о 17 молодежной выставке московских художников). - Bildende Kunst, 1987, №10;
- «Возвращение к дереву»- черты нового (под псевдонимом «Виктор Воинов»). - Декоративное искусство СССР, 1987, №2;
- Художник из Нахаловки (об Аркадии Петрове). - Дар, 1992, №1
- «Spirit of the Times» («Воздух времени». О Г. Басырове). - Russian Heritage, 1993, №2;
- Питерский Барбизон. - Столица, 1993, №31;[7]
- Сафо (о художниках стекла Т. Сажине и Л. Фоминой). - Сезоны, 1995;
- «Заповедник» (коллекция Е. Нутовича). - Наше наследие, №49, 1999;
- «Суровые» и «другие». - Наше наследие, №56, 2001;
- Время и безвременье Александра Савинова. - Наше наследие, №70, 2004;
- Люди искусства в портрете Николая Ватагина. - Собрание, №1, 2007.